# معركة بلانك مونت ريدج
معركة بلانك مونت ريدج (بالإنجليزية:  Battle of Blanc Mont Ridge )‏ هي معركة وقعت في الشمال الشرقي لرانس في فرنسا خلال الحرب العالمية الأولى (من 3 أكتوبر إلى 27 أكتوبر 1918).كانت نتيجة هذه المعركة طرد الجيش الإمبراطوري الألماني من منطقة الشمبانيا.